# Mircea Bedivan
Mircea Bedivan (n. 8 octombrie 1957, Constanța, România) este un handbalist român, care a făcut parte din lotul echipei naționale de handbal a României, medaliată cu bronz olimpic la Los Angeles 1984.